# سبينالونجا
سبينالونجا (باليونانية: Σπιναλόγκα) هي جزيرة تقع في خليج إلوندا في شمال شرق جزيرة كريت، في لاسيثي، بجوار بلدة بلاكا. تم تخصيص الجزيرة أيضًا لمنطقة كاليدون. يقع بالقرب من شبه جزيرة سبينالونجا («سبينالونجا الكبيرة») - والتي غالبًا ما تسبب الالتباس حيث يتم استخدام نفس الاسم لكليهما. الاسم اليوناني الرسمي للجزيرة اليوم هو كاليدون.
خلال حكم فينيسيا، كان يتم حصاد الملح من أحواض الملح حول الجزيرة.[بحاجة لمصدر] تم استخدام الجزيرة أيضًا كمستعمرة لمرض الجذام. ظهرت سبينالونجا في الروايات والمسلسلات التلفزيونية والفيلم القصير.

## أصل الاسم
وفقًا لوثائق فينيسيا، نشأ اسم الجزيرة في التعبير اليوناني στην Ελούντα stin "(بمعنى "إلوندا"). لم يستطع الفينيسيون فهم التعبير لذلك قاموا بتعريفه باستخدام لغتهم الخاصة، وأطلقوا عليه اسم سبينا "شوكة" لونغا "طويلة"، وهو تعبير احتفظ به أيضًا السكان المحليون. استوحى الفينيسيون هذا التعبير من اسم جزيرة بالقرب من البندقية تسمى بنفس الاسم والتي تُعرف اليوم باسم جزيرة جيوديكا. [بحاجة لمصدر]

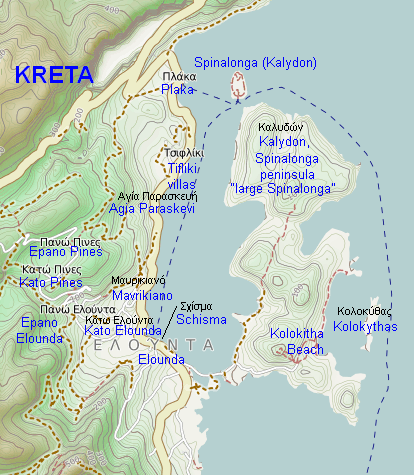
خريطة إيلوندا وسبينالونجا والمناطق المحيطة بها.

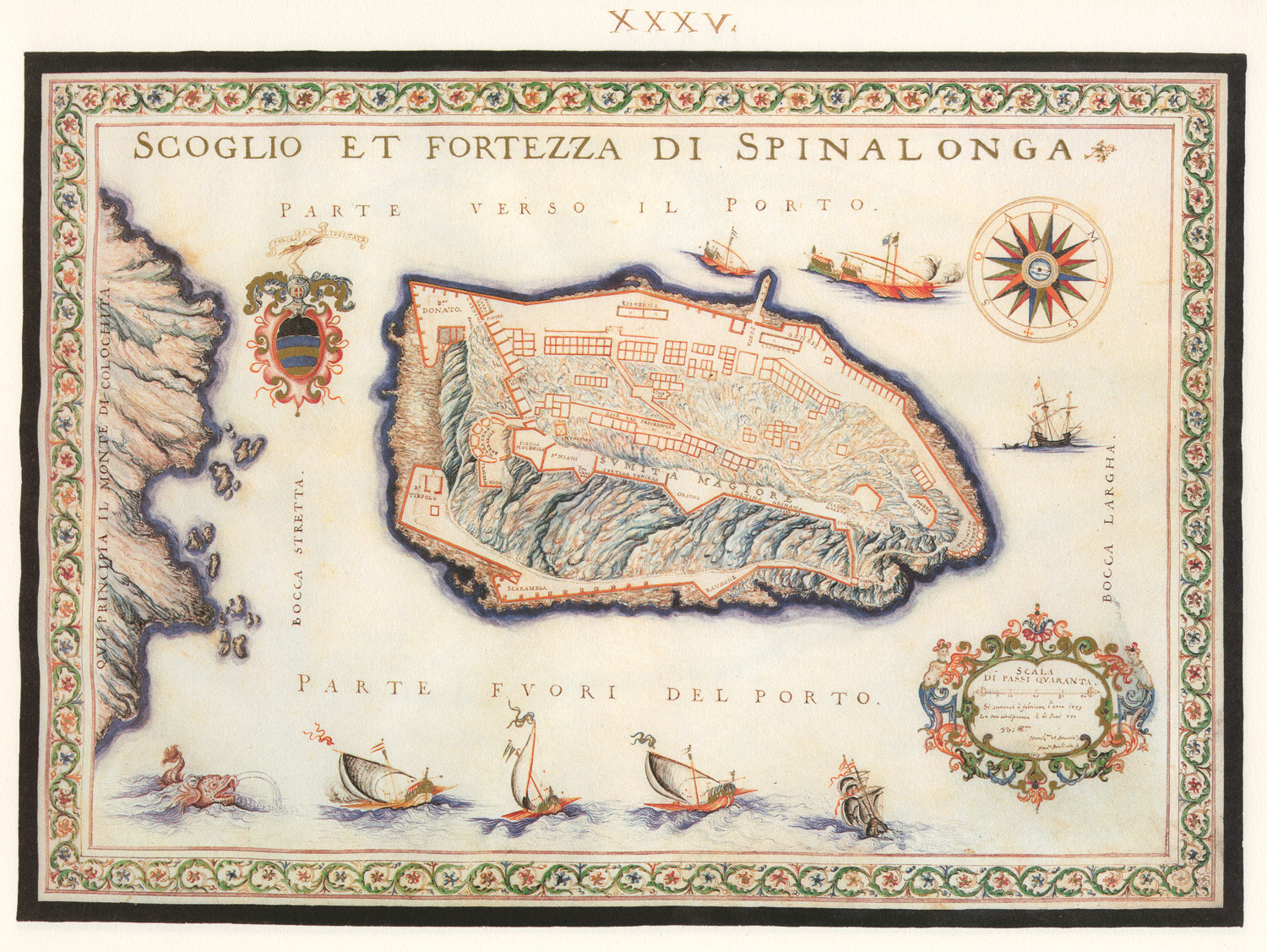
خريطة قلعة سبينالونجا التي رسمها فرانشيسكو بازيليكاتا، 1618.

## التاريخ
بسبب موقعها، تم تحصين الجزيرة منذ سنواتها الأولى من أجل حماية مدخل ميناء أولوس القديم.

### الغارات العربية
أولوس، وبالتالي المنطقة الأوسع، تم إخلاء سكانها في منتصف القرن السابع بسبب غارات القراصنة العرب في البحر الأبيض المتوسط. ظلت أولوس مهجورة حتى منتصف القرن الخامس عشر عندما بدأ الفينيسيون في بناء أحواض الملح في المياه الضحلة والمالحة للخليج. بعد ذلك، اكتسبت المنطقة قيمة تجارية وأصبحت مأهولة. هذا، بالإضافة إلى التهديد التركي الناشئ، خاصة بعد سقوط القسطنطينية عام 1453، وغارات القراصنة المستمرة، أجبر البندقية على تحصين الجزيرة.

### حكم البندقية
في 1578 كلف الفينيسيون المهندس جينيس بريساني بتخطيط تحصينات الجزيرة. قام بإنشاء بيوت حصينة في أعلى النقاط في الجانب الشمالي والجنوبي من الجزيرة، بالإضافة إلى حلقة تحصين على طول الساحل أغلقت أي عملية إنزال معادية. في عام 1579، وضع المشرف العام على كانديا، لوكا ميشيل، حجر الأساس للتحصينات التي بنيت فوق أنقاض الأكروبوليس. يوجد نقشان يستشهدان بهذا الحدث، أحدهما على رافدة البوابة الرئيسية للقلعة والآخر على قاعدة الأسوار في الجانب الشمالي من القلعة. في عام 1584، أدرك الفينيسيون أن التحصينات الساحلية كان من السهل غزوها من قبل الأعداء الذين يهاجمون من التلال القريبة، وقرروا تعزيز دفاعهم من خلال بناء تحصينات جديدة في الجزء العلوي من التل. وبالتالي، سيكون لنيران البندقية مدى أكبر، مما يجعل سبينالونجا حصنًا بحريًا منيعة، وهو أحد أهم الحصون في حوض البحر الأبيض المتوسط.
ظلت سبينالونجا، جنبًا إلى جنب مع جرامفوسا وسودا، في أيدي البندقية حتى بعد سقوط بقية جزيرة كريت في أيدي العثمانيين في حرب كريت (1645-1669) وحتى عام 1715، عندما سقطوا في أيدي العثمانيين خلال الحرب البندقية العثمانية الأخيرة. دافعت هذه الحصون الثلاثة عن طرق التجارة الفينيسية وكانت أيضًا قواعد مفيدة في حالة اندلاع حرب جديدة بين البندقية وتركيا على جزيرة كريت. لجأ العديد من المسيحيين إلى هذه القلاع هربًا من اضطهاد الأتراك العثمانيين.

### الحكم العثماني
في عام 1715، استولى الأتراك العثمانيون على سبينالونجا واستولوا على آخر حصن البندقية المتبقي وإزالة آخر أثر للوجود العسكري لمدينة البندقية من جزيرة كريت.

### ثورة كريت
في نهاية الاحتلال العثماني، كانت الجزيرة، جنبًا إلى جنب مع حصن إيرابيترا، ملجأ للعديد من العائلات العثمانية التي كانت تخشى الانتقام المسيحي. بعد ثورة 1866، جاءت عائلات عثمانية أخرى إلى الجزيرة من كل منطقة ميرابيلو. خلال ثورة كريتي عام 1878، لم يتم الاستيلاء على سبينالونجا والقلعة في إيرابيترا من قبل المتمردين المسيحيين الكريتيين. في عام 1881 شكل العثمانيون 1112 مجتمعهم الخاص، وبعد ذلك، في عام 1903، غادر آخر الأتراك الجزيرة.

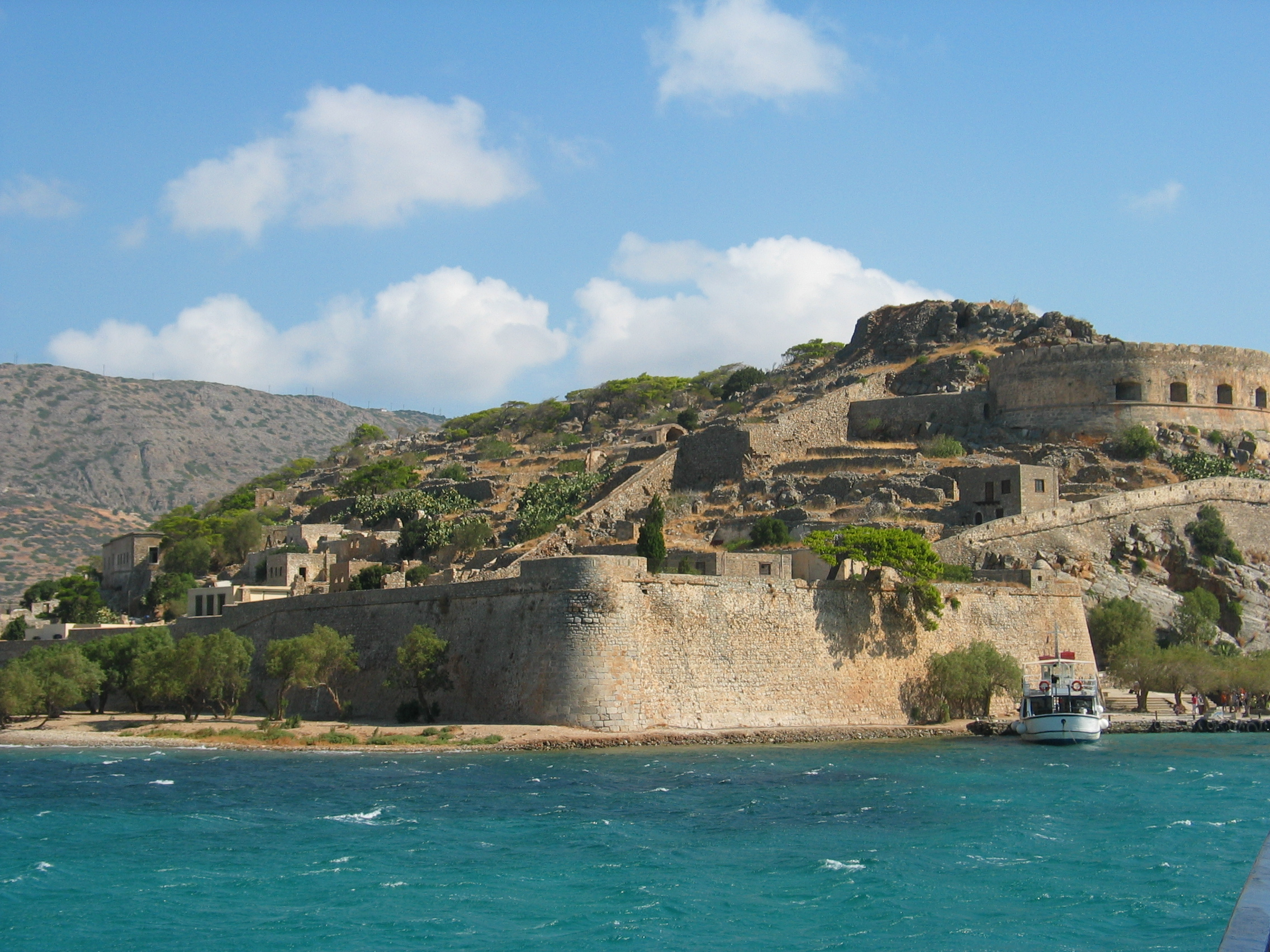
جزيرة سبينالونجا

### مستعمرة الجذام في القرن العشرين

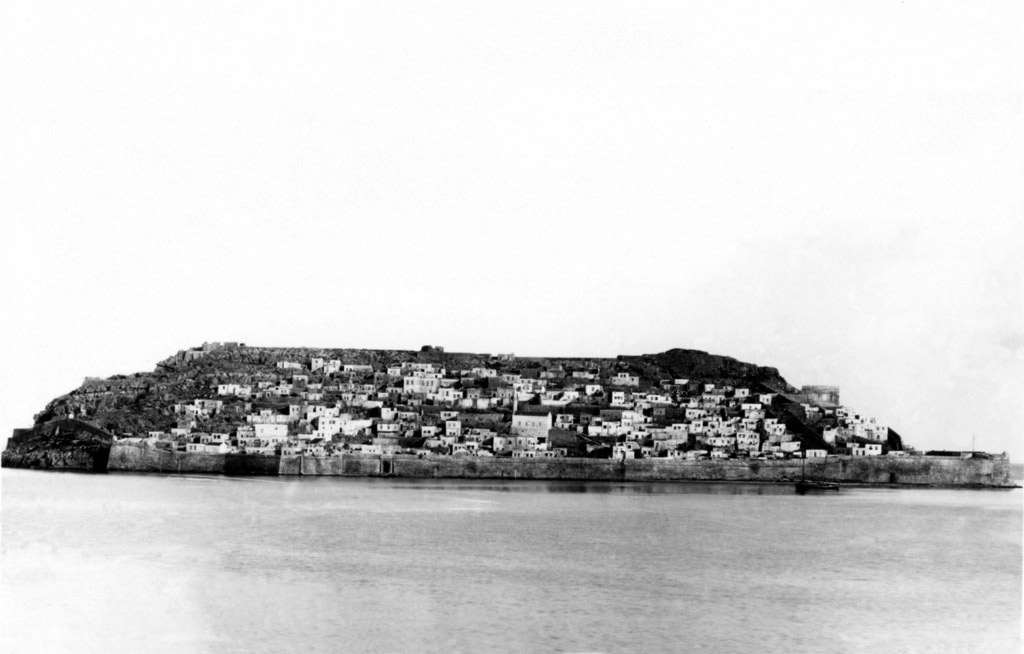
سبينالونجا في عام 1901 بواسطة جوزيبي جيرولا

تم استخدام الجزيرة لاحقًا كمستعمرة للأبرص من 1903 إلى 1957. ولم يغادر آخر ساكن، وهو كاهن الجزيرة حتى عام 1962، من أجل الحفاظ على التقليد الأرثوذكسي اليوناني لإحياء ذكرى شخص مدفون 40 يومًا و 6 أشهر وسنة واحدة و 3 سنوات و 5 سنوات بعد وفاتهم. كان هناك مدخلين لسبينالونجا، أحدهما مدخل الجذام، وهو نفق يعرف باسم «بوابة دانتي». سمي هذا الاسم لأن المرضى لم يعرفوا ما سيحدث لهم بمجرد وصولهم. ومع ذلك، بمجرد وصولهم إلى الجزيرة، تلقوا الطعام والماء والرعاية الطبية ومدفوعات الضمان الاجتماعي. في السابق، لم تكن هذه المرافق متاحة لمرضى الجذام في جزيرة كريت، حيث كانوا يعيشون في الغالب في كهوف المنطقة بعيدًا عن الحضارة.
بعد انتهاء مستعمرة الجذام، غرقت سبينالونجا في غياهب النسيان. وتم إحياء الاهتمام بها من خلال عمل أشخاص مثل موريس بورن.
كانت سبينالونجا واحدة من آخر مستعمرات الجذام النشطة في أوروبا. من بين الآخرين الذين نجوا من سبينالونجا: تيتشيليستي في شرق رومانيا، فونتيليس في إسبانيا وتالسي في لاتفيا. اعتبارًا من عام 2002، بقي القليل من لازاريتو في أوروبا.

## سبينالونجا اليوم
اليوم، تعد الجزيرة غير المأهولة من المعالم السياحية الشهيرة في جزيرة كريت. بالإضافة إلى مستعمرة الجذام المهجورة والقلعة، تشتهر سبينالونجا بشواطئها الحصوية الصغيرة ومياهها الضحلة. يمكن الوصول إلى الجزيرة بسهولة من بلاكا وإلوندا والقديس نيكولاس. تغادر القوارب السياحية من جميع البلدات الثلاث يوميًا (كل 30 دقيقة من إلوندا). نظرًا لعدم وجود أماكن إقامة في سبينالونجا، فإن الجولات تستغرق بضع ساعات فقط.
سبينالونجا قيد النظر لتصبح موقعًا للتراث العالمي.

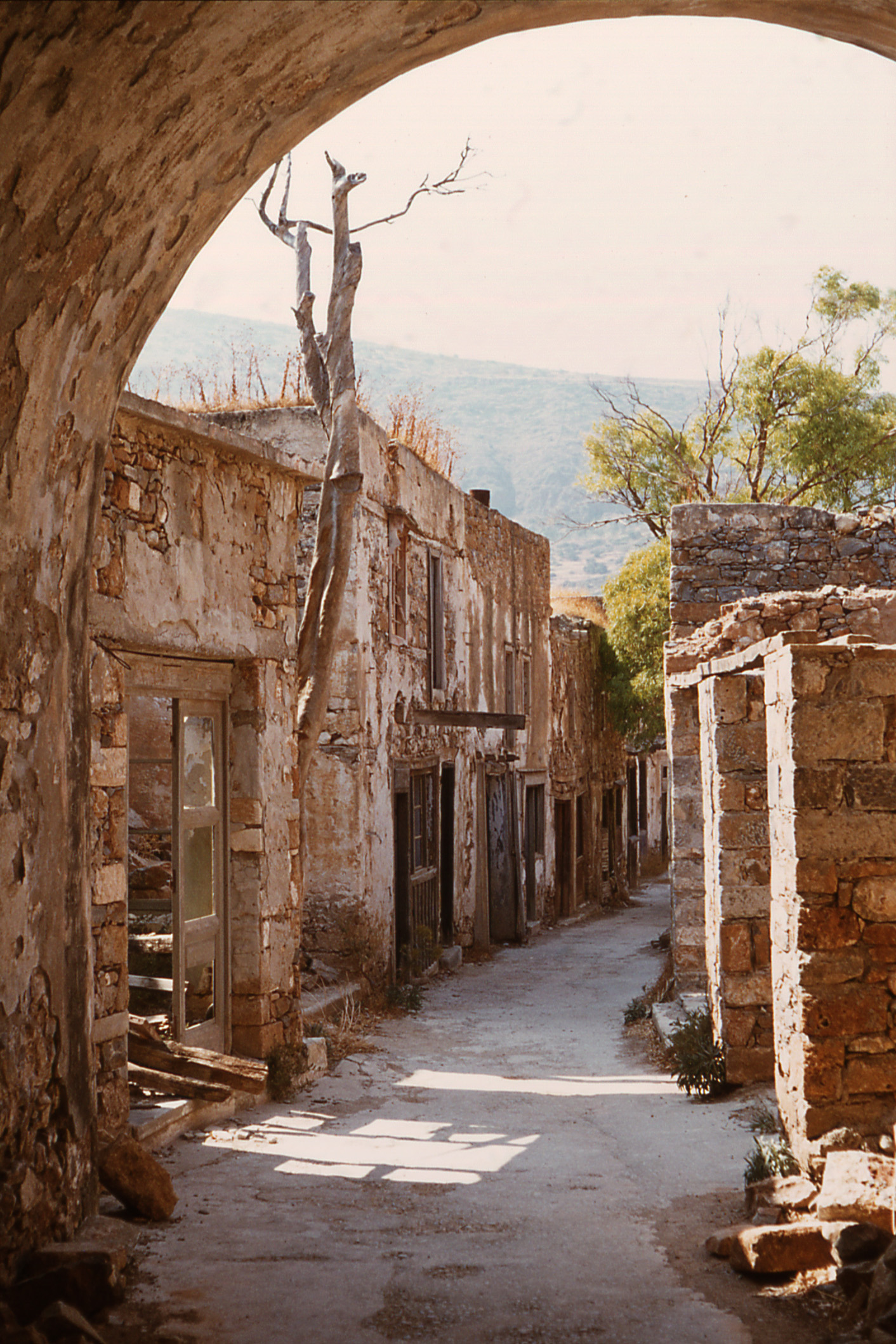
منازل مهدمة على طريق غربي الجزيرة 1980

## في الثقافة الشعبية
ظهرت سبينالونجا في المسلسل التلفزيوني البريطاني عام 1977 Who Pays the Ferryman؟ وفيلم فرنر هرتزوغ القصير التجريبي Last Words. إنه الإعداد (غير المسمى) لقصة آلي سميث القصيرة  The Touching of Wood(في الحب الحر وقصص أخرى، 1995). كما أنها مسرح رواية عام 2005 «الجزيرة» بقلم فيكتوريا هيسلوب، وهي قصة روابط عائلة بمستعمرة الجذام. تم اقتباس الكتاب للتلفزيون في المسلسل التلفزيوني To Nisi بواسطة قناة ميجا اليونان 
تم تضمين القصة القصيرة «سبينالونجا» التي كتبها جون وير، حول مجموعة سياحية تزور الجزيرة، في كتاب الرعب الثالث عشر.

## المراجع

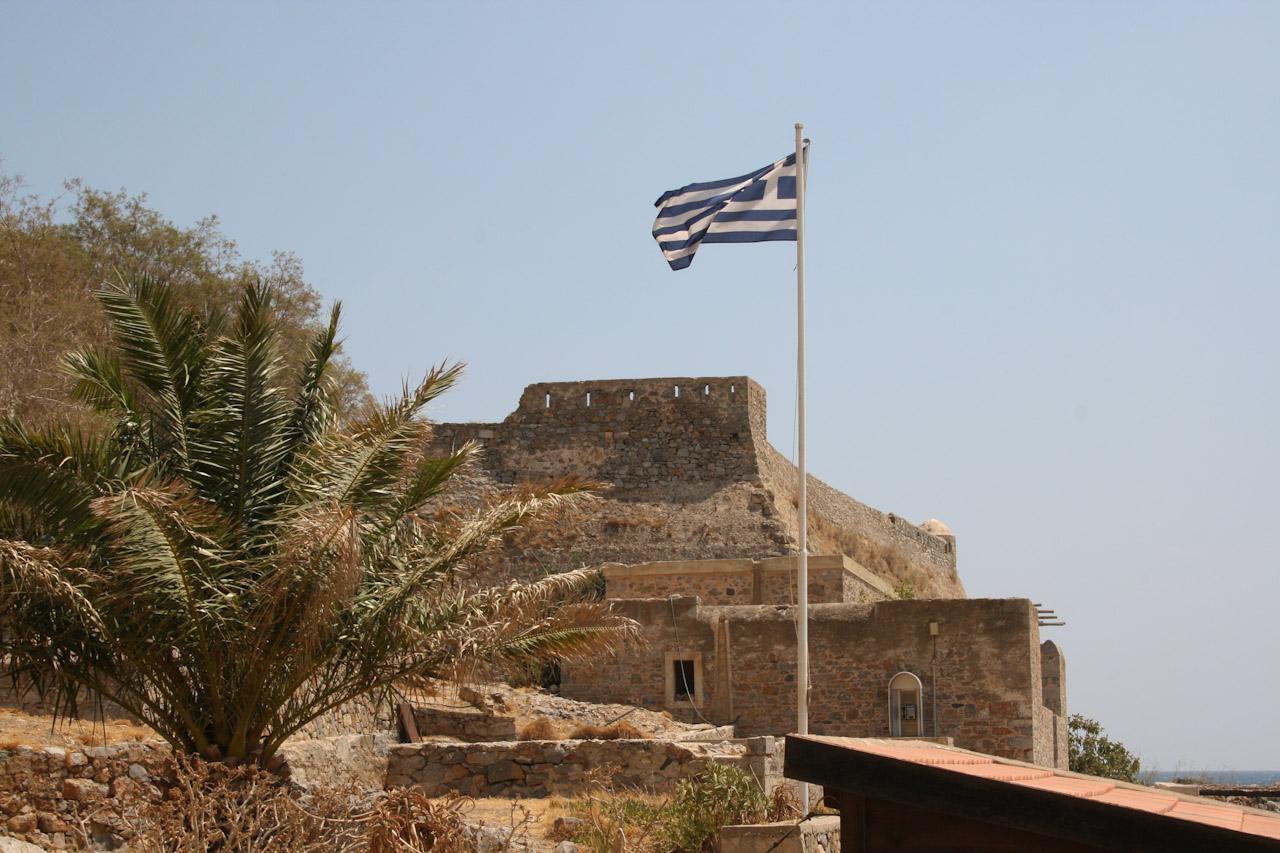
منظر لتحصينات البندقية

الضفة الغربية لسبينالونجا